# Olympische Sommerspiele 1988/Teilnehmer (Norwegen)
| Gelbes Symbol für Goldmedaillen mit stilisierten Olympischen Ringen | Graues Symbol für Silbermedaillen mit stilisierten Olympischen Ringen | Braundes Symbol für Bronzemedaillen mit stilisierten Olympischen Ringen |
| ------------------------------------------------------------------- | --------------------------------------------------------------------- | ----------------------------------------------------------------------- |
| 2                                                                   | 3                                                                     | —                                                                       |

Norwegen nahm an den Olympischen Sommerspielen 1988 in Seoul, Südkorea, mit einer Delegation von 69 (44 Männer und 25 Frauen) teil.

## Medaillengewinner

### Gold
| Name          | Sportart | Wettkampf                          |
| ------------- | -------- | ---------------------------------- |
| Jon Rønningen | Ringen   | Fliegengewicht, griechisch-römisch |
| Tor Heiestad  | Schießen | Kleinkaliber, laufende Scheibe     |

### Silber
| Name | Sportart | Wettkampf        |
| --- | -------- | ---------------- |
| Vibeke Johnsen, Cathrine Svendsen, Heidi Sundal, Hanne Hegh, Hanne Hogness, Karin Singstad, Trine Haltvik, Berit Digre, Ingrid Steen, Karin Pettersen, Kristin Midthun, Marte Eliasson, Kjerstin Andersen & Annette Skotvoll | Handball | Frauenwettbewerb |
| Alf John Hansen, Rolf Thorsen, Lars Bjønness & Vetle Vinje | Rudern   | Doppelvierer     |
| Erik Bjørkum & Ole Petter Pollen | Segeln   | Flying Dutchman  |

## Teilnehmer nach Sportarten

### Handball
- Frauenteam
Silber

- Kader
Vibeke Johnsen
Cathrine Svendsen
Heidi Sundal
Hanne Hegh
Hanne Hogness
Karin Singstad
Trine Haltvik
Berit Digre
Ingrid Steen
Karin Pettersen
Kristin Midthun
Marte Eliasson
Kjerstin Andersen
Annette Skotvoll

### Kanu
- Einar Rasmussen
Einer-Kajak, 500 Meter: Halbfinale

- Morten Ivarsen
Einer-Kajak, 1000 Meter: 8. Platz
Vierer-Kajak, 1000 Meter: Halbfinale

- Svein Egil Solvang
Zweier-Kajak, 1000 Meter: 8. Platz

- Harald Amundsen
Zweier-Kajak, 1000 Meter: 8. Platz

- Knut Holmann
Vierer-Kajak, 1000 Meter: Halbfinale

- Arne B. Sletsjøe
Vierer-Kajak, 1000 Meter: Halbfinale

- Arne Johan Almeland
Vierer-Kajak, 1000 Meter: Halbfinale

### Leichtathletik
- Lars Ove Strømø
5000 Meter: Vorläufe

- John Halvorsen
10.000 Meter: 16. Platz

- Geir Kvernmo
Marathon: DNF

- Erling Andersen
20 Kilometer Gehen: 22. Platz
50 Kilometer Gehen: DNF

- Georg Andersen
Kugelstoßen: 10. Platz

- Knut Hjeltnes
Diskuswurf: 7. Platz

- Svein-Inge Valvik
Diskuswurf: 14. Platz in der Qualifikation

- Ingrid Kristiansen
Frauen, 10.000 Meter: DNF

- Sissel Grottenberg
Frauen, Marathon: 36. Platz

- Grete Andersen-Waitz
Frauen, Marathon: DNF

- Bente Moe
Frauen, Marathon: DNF

- Trine Hattestad
Frauen, Speerwurf: 18. Platz in der Qualifikation

### Radsport
- Atle Pedersen
Straßenrennen, Einzel: 13. Platz

- Erik Johan Sæbø
Straßenrennen, Einzel: 27. Platz

- Geir Dahlen
Straßenrennen, Einzel: 68. Platz

- Unni Larsen
Frauen, Straßenrennen, Einzel: 20. Platz

- Astrid Danielsen
Frauen, Straßenrennen, Einzel: 35. Platz

### Reiten
- Ove Hansen
Springreiten, Einzel: 46. Platz in der Qualifikation

### Ringen
- Lars Rønningen
Halbfliegengewicht, griechisch-römisch: Gruppenphase

- Jon Rønningen
Fliegengewicht, griechisch-römisch: Gold

- Ronny Sigde
Bantamgewicht, griechisch-römisch: Gruppenphase

- Morten Brekke
Leichtgewicht, griechisch-römisch: 7. Platz

- Stig Kleven
Mittelgewicht, griechisch-römisch: 4. Platz

### Rudern
- Per Sætersdal
Doppelzweier: 11. Platz

- Kjell Voll
Doppelzweier: 11. Platz

- Audun Hadler-Olsen
Zweier ohne Steuermann: Viertelfinale

- Tore Øvrebø
Zweier ohne Steuermann: Viertelfinale

- Ole Andreassen
Zweier ohne Steuermann: Viertelfinale

- Lars Bjønness
Doppelvierer: Silber

- Vetle Vinje
Doppelvierer: Silber

- Rolf Thorsen
Doppelvierer: Silber

- Alf John Hansen
Doppelvierer: Silber

### Schießen
- Harald Stenvaag
Luftgewehr: 5. Platz
Kleinkaliber, Dreistellungskampf: 7. Platz

- Jan Gundersrud
Luftgewehr: 17. Platz
Kleinkaliber, liegend: 9. Platz

- Geir Skirbekk
Kleinkaliber, Dreistellungskampf: 11. Platz
Kleinkaliber, liegend: 47. Platz

- Tor Heiestad
Kleinkaliber, laufende Scheibe: Gold

- Siri Landsem
Frauen, Luftgewehr: 36. Platz
Frauen, Kleinkaliber, Dreistellungskampf: 37. Platz

- May Irene Olsen
Frauen, Luftgewehr: 39. Platz
Frauen, Kleinkaliber, Dreistellungskampf: 13. Platz

### Schwimmen
- Jan-Erick Olsen
100 Meter Brust: 38. Platz
200 Meter Brust: 41. Platz

- Irene Dalby
Frauen, 400 Meter Freistil: 17. Platz
Frauen, 800 Meter Freistil: 10. Platz
Frauen, 400 Meter Lagen: 22. Platz

### Segeln
- Herman Horn Johannessen
470er: 13. Platz

- Karl-Einar Jensen
470er: 13. Platz

- Håkon Nissen-Lie
Windsurfen: 21. Platz

- Carl Erik Johannessen
Tornado: 6. Platz

- Per Arne Nilsen
Tornado: 6. Platz

- Erik Bjørkum
Flying Dutchman: Silber

- Ole Petter Pollen
Flying Dutchman: Silber

### Wasserspringen
- Kamilla Gamme
Frauen, Turmspringen: 7. Platz